# Klaus Wowereit
Klaus Wowereit, född 1 oktober 1953 i dåvarande Västberlin, är en tysk jurist och socialdemokratisk politiker tillhörande SPD.  Han var från juni 2001 till december 2014 Berlins regerande borgmästare och därmed regeringschef för den tyska delstaten Berlin. 
Mellan 2009 och 2013 var han även en av fyra vice ordförande för SPD, de tyska socialdemokraterna. I samband med sin avgång som regerande borgmästare meddelade han att han lämnar sina politiska uppdrag. Wowereit efterträddes som regerande borgmästare av Michael Müller (SPD).

## Biografi

### Uppväxt och familj
Wowereit växte upp med en ensamstående mor i Berlinförorten Lichtenrade, är yngst av fyra syskon och är den ende i familjen som studerat vid universitetet.  Han levde från 1993 i ett förhållande med neurokirurgen Jörn Kubicki, som han från 2005 också var sammanboende med. Kubicki avled av COVID-19 i mars 2020.
I samband med nomineringen till borgmästarkandidaturen valde Wowereit att i offentligheten komma ut som homosexuell inför Berlin-SPD:s partikongress.  Titeln till hans självbiografi "…und das ist auch gut so." är hämtad från detta uttalande.

### Politisk karriär 1973-2001
Klaus Wowereit tog studenten 1973 vid Ulrich-von-Hutten-Oberschule i Berlin. Han var redan då aktiv i socialdemokraterna (SPD) och ungdomsförbundet Jusos. Han studerade därefter juridik vid Freie Universität Berlin och tog statsexamen 1979. 
Efter examen arbetade Wowereit som regeringsråd hos inrikessenatorn i Berlin. Han blev 1979 medlem av stadsdelsförsamlingen i Tempelhof i Berlin och var detta fram till 1984, då han valdes till stadsdelsråd (Bezirksstadtrat) för utbildning och kultur i Tempelhof. 1995 blev han invald i Berlins representanthus. Han valdes där till vice ordförande och blev 1999 ledare för SPD-gruppen i representanthuset.

### Regerande borgmästare i Berlin
I samband med att den stora koalitionen sprack 2001 som en följd av Bankskandalen i Berlin blev Wowereit vald till ny borgmästare med röster från SPD, PDS och Grünen. Han efterträdde därmed Eberhard Diepgen. Han bildade fram till nyvalen en koalition mellan SPD och Grünen. Vid nyvalen 2001 blev SPD för första gången på 30 år det starkaste partiet i Berlin då man fick 29,7 % av rösterna. Från 2002 var Wowereit regerande borgmästare i en senat under ledning av koalitionen mellan SPD och PDS. 2006 vann SPD valet till Berlins representanthus, Abgeordnetenhaus, med 30,8 % av rösterna och fortsatte regera med PDS/Die Linke.  Wowereit återvaldes också 2006 till regerande borgmästare i den andra omgången. Som representant för Berlin i Tysklands förbundsråd var han förbundsrådspresident 2001-2002. 
Inför valet till representanthuset 18 september 2011 omvaldes Wowereit till borgmästarkandidat.  SPD uppnådde 28,3 procent i valet och blev största parti.  Trots detta förlorade Wowereit sin valkrets i Charlottenburg till Claudio Jupe (CDU) och var därmed inte längre själv direktvald medlem av representanthuset.
Efter att inledande majoritetsförhandlingar mellan SPD och Die Grünen strandat, till följd av en strid om ett motorvägsbygge genom Neukölln och Treptow, skrev den 23 november 2011 SPD och CDU under ett koalitionsavtal om att bilda en regerande senatsmajoritet.  Wowereit återvaldes därefter som borgmästare av Berlins representanthus följande dag.
Under 2012 och 2013 kom Wowereit att som ordförande för flygplatsbolaget för Berlins nya storflygplats Flughafen Berlin Brandenburg att utsättas för hård kritik i den tyska pressen, då flygplatsbygget drabbades av stora förseningar och kostnadshöjningar.  Wowereit meddelade i januari 2013 att han lämnade ordförandeposten i bolaget, men återkom till posten efter att hans efterträdare oväntat avgått av hälsoskäl. Wowereit meddelade sin avgång som borgmästare i augusti 2014 och lämnade över posten till Michael Müller (SPD) i december samma år.

## Politik
Wowereit hade som borgmästare en stor personlig popularitet, och syntes ofta i offentliga sammanhang.  Han genomdrev en sparpolitik som en följd av stadens mycket svåra skuldsituation, och sökte samtidigt stärka Berlins profil som kreativ media-, kultur- och turismstad. Själv har han uttryckt detta med det ofta upprepade citatet "Berlin är fattigt, men sexigt." ("Berlin ist arm, aber sexy").